# Shridath Ramphal
Sir Shridath Surendranath Ramphal, conosciuto anche come Sonny Ramphal (New Amsterdam, 3 ottobre 1928 – 30 agosto 2024), è stato un politico e diplomatico guyanese.

## Biografia

### Origini e formazione
Nato il 3 ottobre 1928 a New Amsterdam, nell'allora Guyana Britannica, da una famiglia di origine indiana stanziatasi durante il periodo coloniale, era il primo di cinque figli.
Dopo aver studiato a Georgetown, Sonny Ramphal si laureò in giurisprudenza al King’s College London, conseguendo un bachelor of laws e un master of laws. Nel 1951 ottenne la qualifica di "barrister" presso la Gray’s Inn a Londra. Ramphal successivamente continuò a studiare legge per un anno presso la Harvard Law School, negli Stati Uniti.

### Carriera politica e diplomatica
Tornato in patria, nel 1953 Sonny Ramphal iniziò la sua carriera legale come avvocato della Corona nell'Ufficio del procuratore generale. Sostenne la creazione della Federazione delle Indie Occidentali nel 1958 e si unì al governo di quest'ultima nello stesso anno. Nel 1959 venne nominato avvocato generale e poi viceprocuratore generale nel 1961, prima che la Federazione si disgregasse l'anno successivo. Nel 1962 si trasferì come avvocato a Kingston, in Giamaica.
Nel 1965 Forbes Burnham, all'epoca primo ministro, avviava la Guyana Britannica verso l'indipendenza. Così invitò Sonny Ramphal a tornare in patria per essere nominato procuratore generale e per partecipare alla preparazione della Costituzione del nuovo stato. La Guyana divenne indipendente l'anno seguente.
Due anni dopo Sonny Ramphal fu nominato segretario di Stato presso il ministero degli affari esteri, divenendo poi ministro degli affari esteri nel 1972 e ministro della giustizia nel 1973. Nel luglio 1975 venne eletto Segretario generale del Commonwealth, sostituendo il canadese Arnold Smith, e lasciò quindi il Paese. Rimase in carica fino al giugno 1990.
Ricoprì inoltre l'incarico di cancelliere dell'Università di Warwick dal 1989 al 2002, dell'Università delle Indie occidentali dal 1989 al 2003 e dell'Università della Guyana dal 1990 al 1992.

### Morte
Ritiratosi dalla vita pubblica, Sonny Ramphal morì il 30 agosto 2024, all'età di 95 anni.

## Vita privata
Mentre studiava a Londra conobbe l'infermiera Lois Winifred King, con la quale si sposò nel 1951. I coniugi ebbero quattro figli. Rimase vedovo nel 2019.